# Cipressa
Cipressa (Çipressa in ligure) è un comune italiano di 1 209 abitanti della provincia di Imperia in Liguria.

## Geografia fisica
Il territorio comunale di Cipressa è ubicato in posizione panoramica, affacciato sul mare, tra la costa della punta di Santo Stefano e il capo di San Lorenzo.
Tra le vette del territorio il monte Pian delle Vigne (541 m), il monte Casarazzi (474 m) e il monte della Costa (393 m).

## Storia

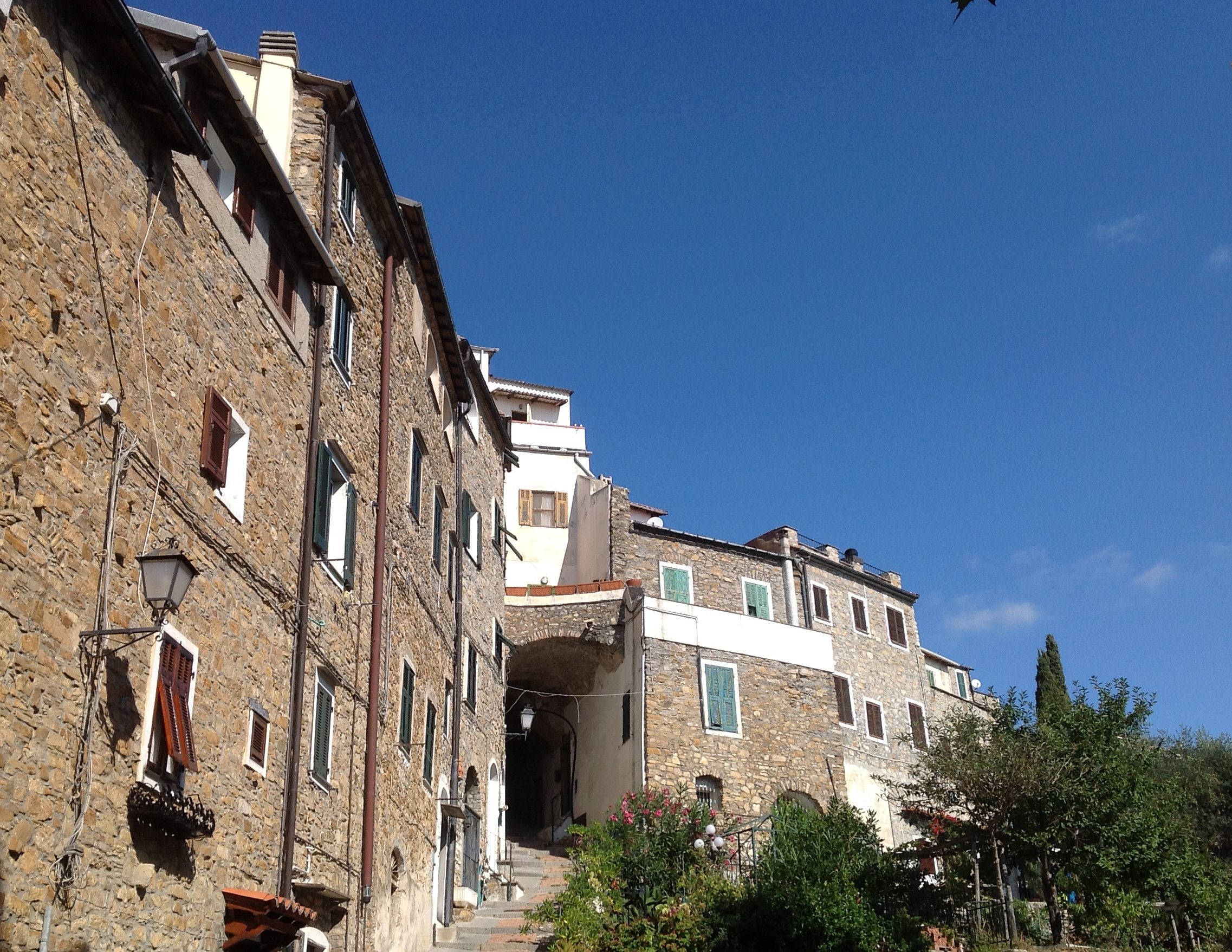
Scorcio del centro storico di Cipressa

Il toponimo Cipressa deriverebbe - secondo una diffusa leggenda locale - dai primi abitanti del luogo fuggiti dall'isola di Cipro che approdarono sulla spiaggia degli Aregai; sempre secondo la leggenda i tre pastori diedero il nome alle tre contrade storiche di Cipressa: Piazza, Poggio e Collautra.
Il territorio cipressino fu un antico possedimento dei conti di Ventimiglia e fu un suo rappresentante, il conte Oberto, a vendere nel 1252 questa parte del territorio della Riviera dei Fiori ai monaci benedettini del principato monastico di Villaregia di Santo Stefano al Mare, dipendente dall'abbazia di Santo Stefano di Genova. Fu l'abate Fredencio a concedere, nel 1276, i primi statuti alla piccola comunità di Cipressa che via via fu retta da locali consoli avente giurisdizione in materia criminale e civile.
Una situazione debitoria dei monaci verso la famiglia Doria, all'inizio del Trecento, costrinsero i primi a stipulare un accordo nel quale Niccolò Doria entrò in possesso dei proventi dell'ampia tenuta per un periodo di nove anni; termine che fu poi prorogato di altri nove anni, quindi intorno al 1335. Nonostante l'accordo, i monaci non riuscirono ad estinguere il loro debito verso la famiglia doriesca e di li a poco furono costretti a cedere la proprietà, per concludere l'estinzione debitoria, al Comune di Genova per una somma di 2300 lire genovesi.
Subì come altri comuni liguri le invasioni dei pirati saraceni intorno alla seconda metà del XVI secolo che causarono devastazioni e razzie. Risale proprio a questo periodo l'erezione della torre, detta Gallinara, considerata il simbolo della municipalità di Cipressa ed inserita pertanto nello stemma comunale.

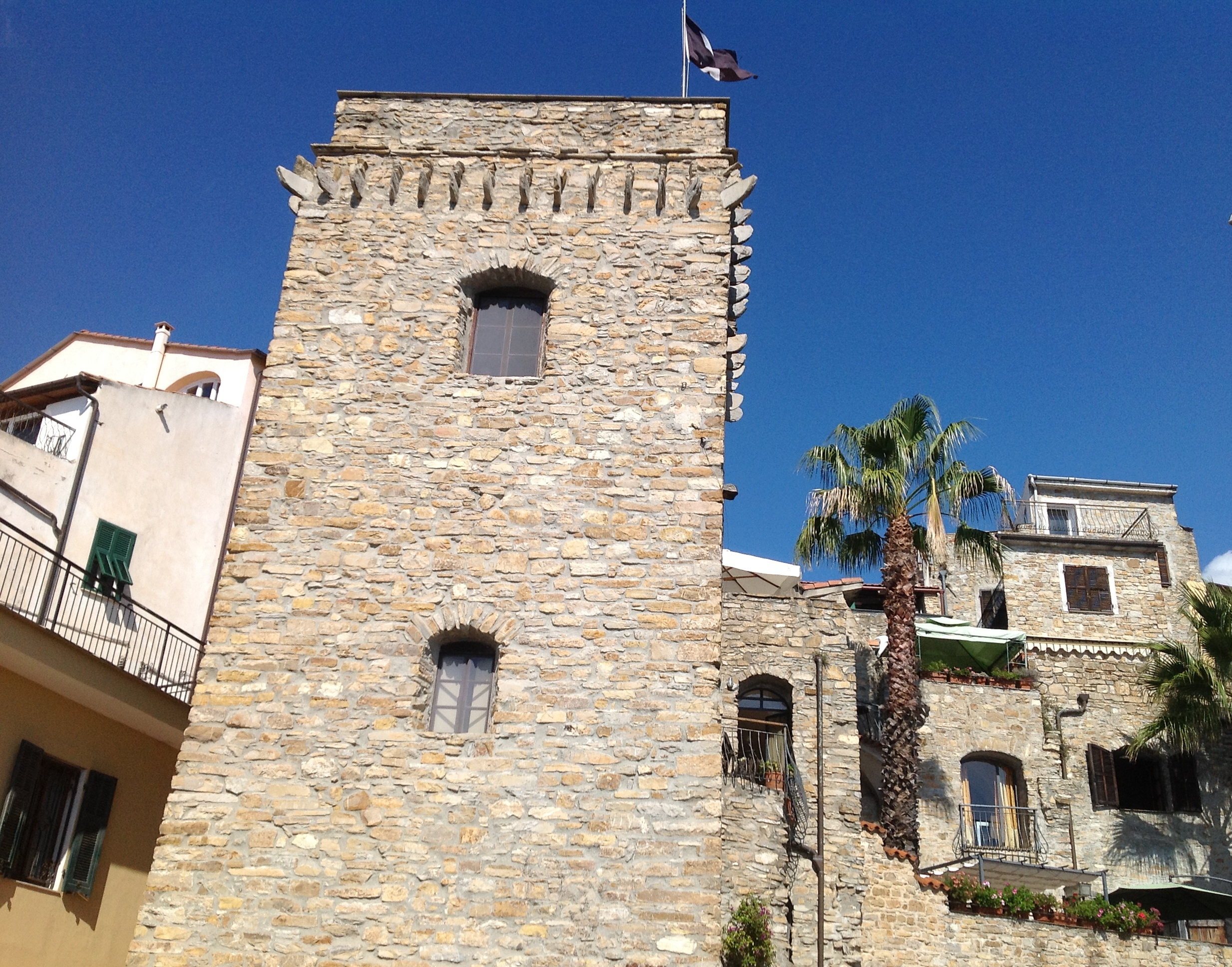
La torre del centro storico cipressino

In epoca repubblicana genovese il feudo di Cipressa venne inserito nella giurisdizione del podestà di Porto Maurizio e facente parte territorialmente al terziere di San Maurizio.
Con la caduta della Repubblica di Genova sul finire del 1797, e la conseguente istituzione della napoleonica Repubblica Ligure, i territori di Cipressa e di Lingueglietta divennero municipalità autonome che furono inquadrate nel cantone di Santo Stefano nella giurisdizione degli Ulivi, con capoluogo Porto Maurizio; cantone che nel 1803 fu poi soppresso e sottoposto a quello di Porto Maurizio. Dal 1805, con il passaggio della Repubblica Ligure nel Primo Impero francese, rientrò nel circondario di Porto Maurizio del Dipartimento di Montenotte.
Furono annessi al Regno di Sardegna nel 1815 dopo il congresso di Vienna del 1814, a seguito della caduta di Napoleone Bonaparte. Facente parte del Regno d'Italia dal 1861, dal 1859 al 1926 i comuni di Cipressa e di Lingueglietta furono compresi nel V mandamento di Santo Stefano al Mare del circondario di Sanremo facente parte della provincia di Nizza (poi provincia di Porto Maurizio e, dal 1923, di Imperia).
Nel 1928 il comune di Cipressa inglobò i soppressi comuni di Lingueglietta e di Costarainera; quest'ultimo venne ricostituito nel 1954.
Dal 2015 al 2024 ha fatto parte dell'Unione dei comuni della Valle del San Lorenzo.

### Simboli
Stemma
Gonfalone

Lo stemma e il gonfalone sono stati concessi con decreto del presidente della Repubblica n. 3638 del 20 giugno 1988. Nello stemma è rappresentata la torre Gallinara.

## Monumenti e luoghi d'interesse

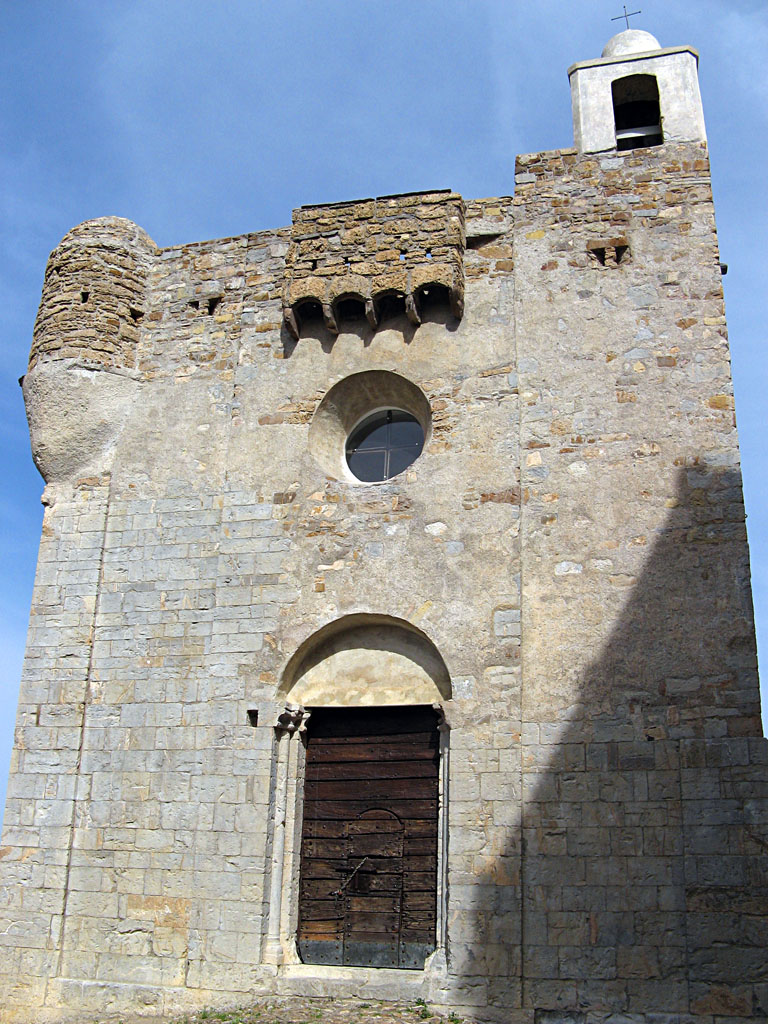
La chiesa-fortezza di San Pietro di Lingueglietta

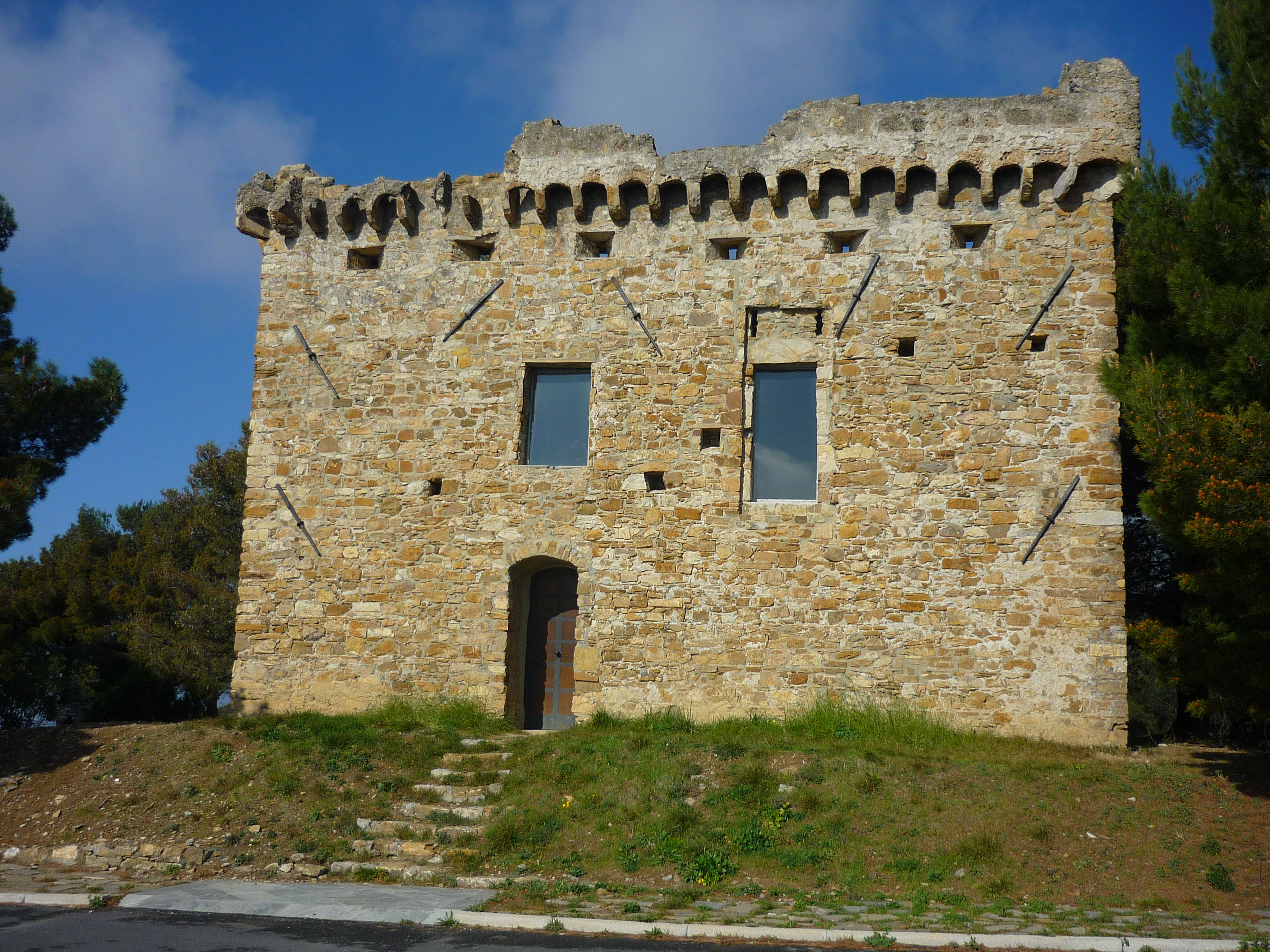
La torre Gallinara

### Architetture religiose
- Chiesa parrocchiale della Visitazione nel centro storico di Cipressa, costruita nel XVII secolo in stile barocco ad unica navata.
- Oratorio dell'Annunciazione, vicino alla parrocchiale, fu edificato nel XVIII secolo su progetto di Francesco Marvaldi.
- Chiesa parrocchiale della Natività di Maria Vergine nel centro storico della frazione di Lingueglietta, risalente al XIII secolo. Nell'ultimo altare laterale di sinistra si conservano le spoglie mortali di san Clemente[Esistono diversi santi con questo nome; il link, ora rimosso, puntava una disambigua], qui sistemate nel 1762 ed oggetto di particolare culto.
- Chiesa-fortezza di San Pietro, monumento simbolo del borgo di Lingueglietta. È un raro esempio di edificio religioso (della metà del XIII secolo) trasformato in fortezza, per ragioni difensive, all'epoca delle scorrerie barbaresche che afflissero il Ponente ligure all'incirca a metà del XVI secolo.

### Architetture militari
- Torre Gallinara. Eretta nel corso del Cinquecento è situata in posizione rialzata rispetto al paese. È un'antica torre saracena in pietra, parte della rete di torri d'avvistamento distribuite sulla costa ligure per sorvegliare i pirati mori.
- Torre della seconda metà del Cinquecento ad Aregai sul lungomare, sul confine con Santo Stefano al Mare[11].

## Società

### Evoluzione demografica
Abitanti censiti

### Etnie e minoranze straniere
Secondo i dati Istat al 31 dicembre 2019, i cittadini stranieri residenti a Cipressa sono 120, così suddivisi per nazionalità, elencando per le presenze più significative:
1. Romania, 27
2. Germania, 23
3. Turchia, 20

### Qualità della vita
La frazione di Lingueglietta fa parte del circuito dei borghi più belli d'Italia.

## Geografia antropica

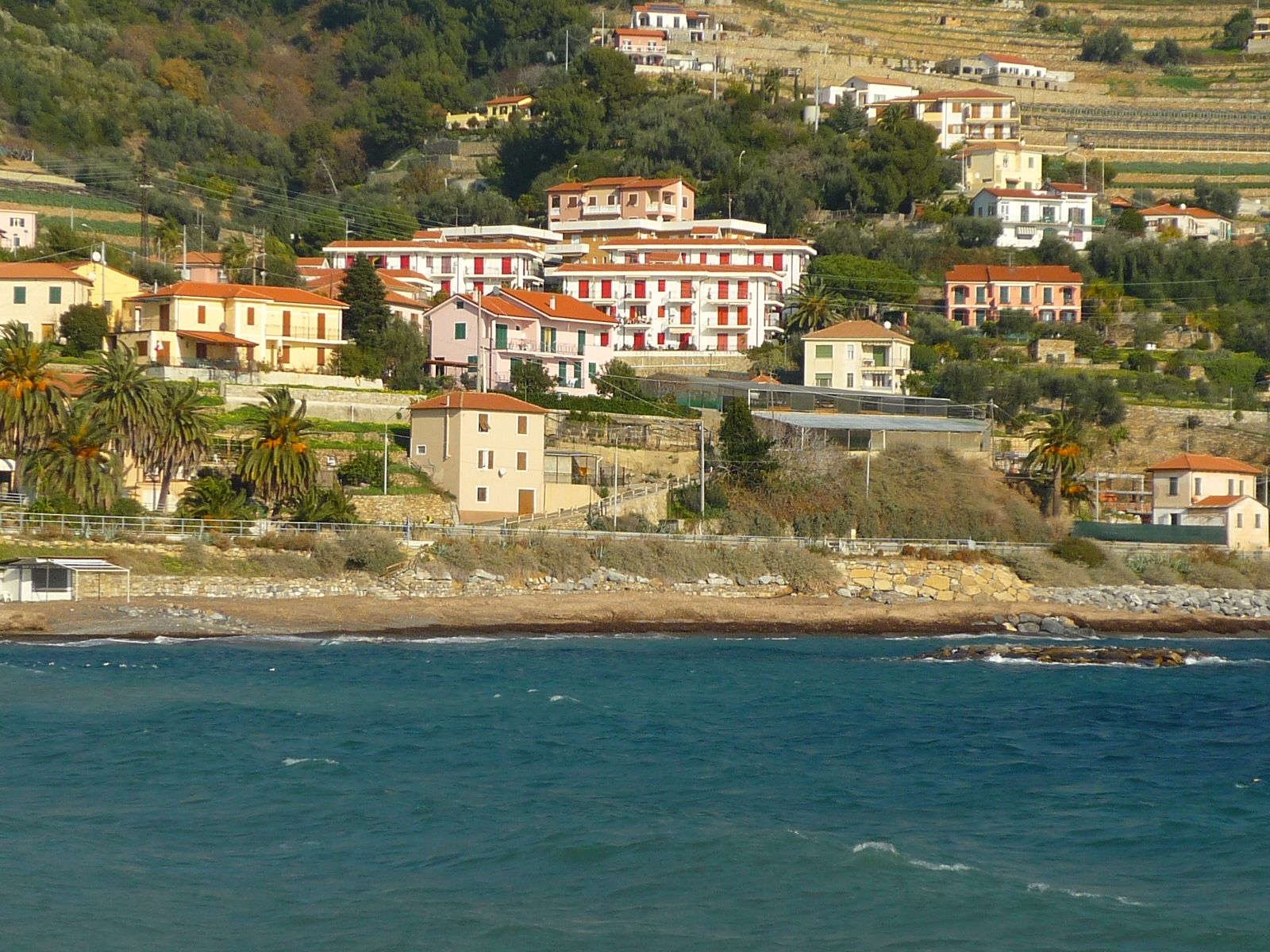
La frazione di Aregai

Il territorio comunale è costituito, oltre al capoluogo, dalle frazioni di Aregai, Lingueglietta, Piani di Cipressa per una superficie territoriale di 9,39 km².
Confina a nord con il comune di Pietrabruna, a sud è bagnato dal mar Ligure, ad ovest con Pompeiana e Terzorio e ad est con Civezza, San Lorenzo al Mare e Costarainera.

## Economia
L'economia si basa principalmente sul turismo e sulla coltivazione di fiori ed olive.

## Infrastrutture e trasporti

### Strade
Il territorio comunale di Cipressa è attraversato principalmente dalla strada provinciale 77 collegante Costarainera e la frazione cipressina di Aregai. La provinciale 47 permette ancora il collegamento stradale del comune costarainese con Lingueglietta e, proseguendo, verso la frazione pietrabrunese di Boscomare. Arteria principale è la strada statale 1 Via Aurelia che nel territorio a meridione attraversa il territorio di Cipressa collegando, ad est, San Lorenzo al Mare e, ad ovest, Santo Stefano al Mare.

### Ferrovie
Fino al 2001 era attiva la stazione di San Lorenzo-Cipressa, ubicata nel territorio comunale di San Lorenzo al Mare, lungo la tratta ferroviaria Genova-Ventimiglia e poi soppressa dopo lo spostamento a monte della stessa linea ferroviaria.

### Piste ciclabili
Il territorio comunale di Cipressa è attraversato dalla pista ciclabile della Riviera Ligure, lunga 24 km, che da ovest verso est collega i vari comuni costieri di Ospedaletti, Sanremo, Taggia, Riva Ligure, Santo Stefano al Mare, Cipressa, Costarainera e San Lorenzo al Mare lungo il vecchio tracciato della ferrovia Genova-Ventimiglia.

## Amministrazione

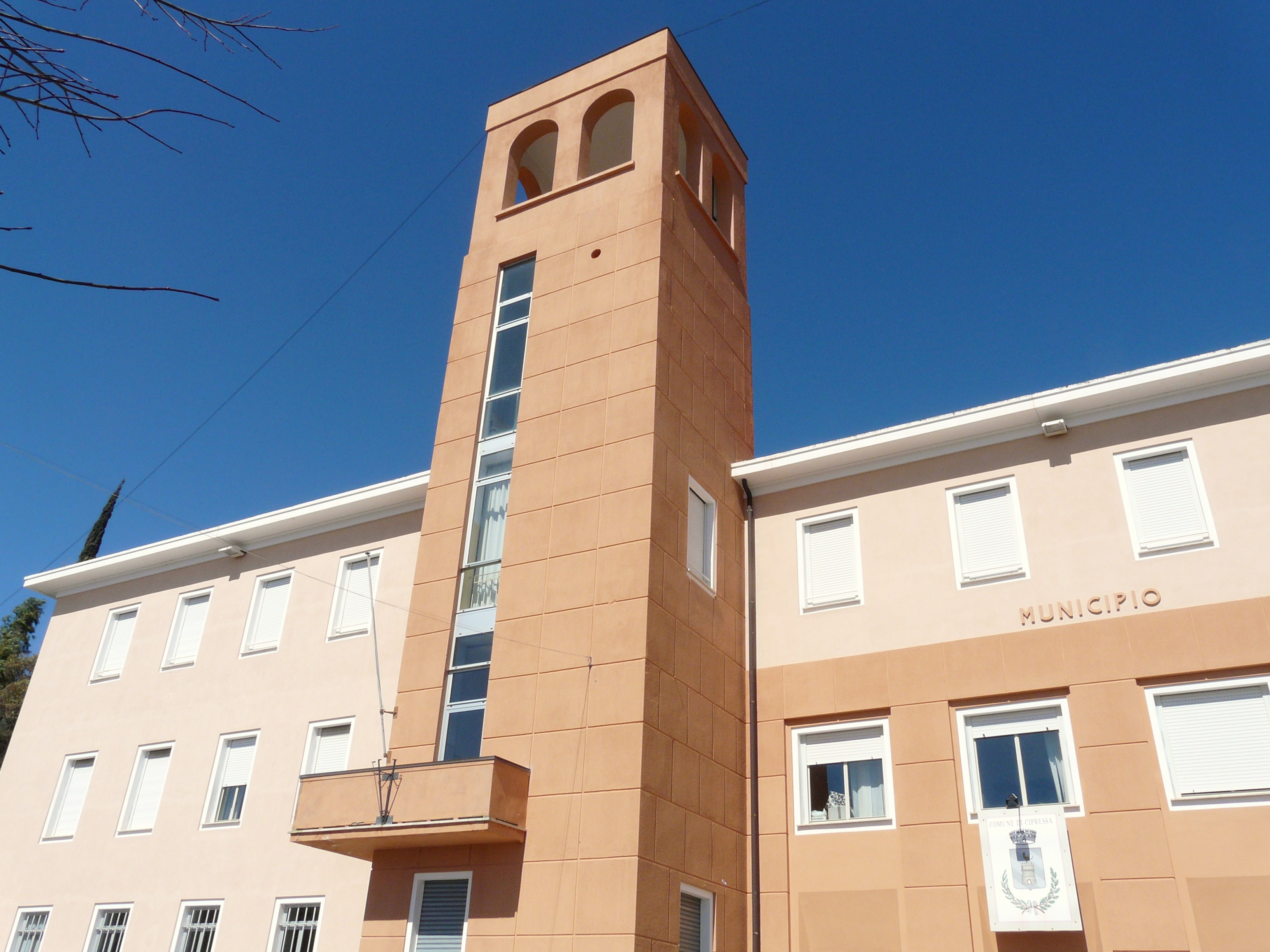
Il municipio

| Periodo        | Periodo        | Primo cittadino        | Partito                            | Carica         | Note   |
| -------------- | -------------- | ---------------------- | ---------------------------------- | -------------- | ------ |
| 24 giugno 1988 | 7 giugno 1993  | Luciano Garibaldi      | Partito Socialista Italiano        | Sindaco        |        |
| 7 giugno 1993  | 28 aprile 1997 | Luciano Garibaldi      | Partito Democratico della Sinistra | Sindaco        |        |
| 28 aprile 1997 | 14 maggio 2001 | Luciano Garibaldi      | lista civica                       | Sindaco        |        |
| 14 maggio 2001 | 30 maggio 2006 | Filippo Rinaldo Guasco | lista civica                       | Sindaco        |        |
| 30 maggio 2006 | 16 maggio 2011 | Filippo Rinaldo Guasco | lista civica                       | Sindaco        |        |
| 16 maggio 2011 | 1º luglio 2015 | Gianna Angela Spinelli | Rilanciamo Cipressa (lista civica) | Sindaco        | [ 16 ] |
| 1º luglio 2015 | 6 giugno 2016  | Fernando Colangelo     |                                    | Comm. straord. | [ 17 ] |
| 6 giugno 2016  | 4 ottobre 2021 | Filippo Rinaldo Guasco | Cipressa riparte (lista civica)    | Sindaco        |        |
| 4 ottobre 2021 | in carica      | Filippo Rinaldo Guasco | Cipressa riparte (lista civica)    | Sindaco        |        |

## Sport
Da molti anni costituisce la penultima salita della classica di ciclismo Milano-Sanremo (aggiunta in un secondo tempo per dare più competitività e spettacolo all'ultima fase della gara, nonostante non sia una salita molto impegnativa), nella quale, insieme alla successiva salita del Poggio, ha fatto più volte la differenza ai fini della vittoria finale.